# 勒布勒伊 (阿列省)
勒布勒伊（法語：Le Breuil，法語發音：[lə bʁœj]）是法国阿列省的一个市镇，位于该省东南部，属于维希区。

## 地理
勒布勒伊（46°10'59"N, 3°39'30"E）面积34.55 平方千米，位于法国奥弗涅-罗讷-阿尔卑斯大区阿列省，该省份为法国中部省份，北起涅夫勒省、西北接谢尔省，西南至克勒兹省，南至多姆山省，东南临卢瓦尔省，东临索恩-卢瓦尔省。
与勒布勒伊接壤的市镇（或旧市镇、城区）包括：阿尔弗耶、沙泰勒蒙塔涅、沙特吕、德鲁瓦蒂里耶、伊塞尔庞、波旁地区圣克里斯托夫、圣普里。

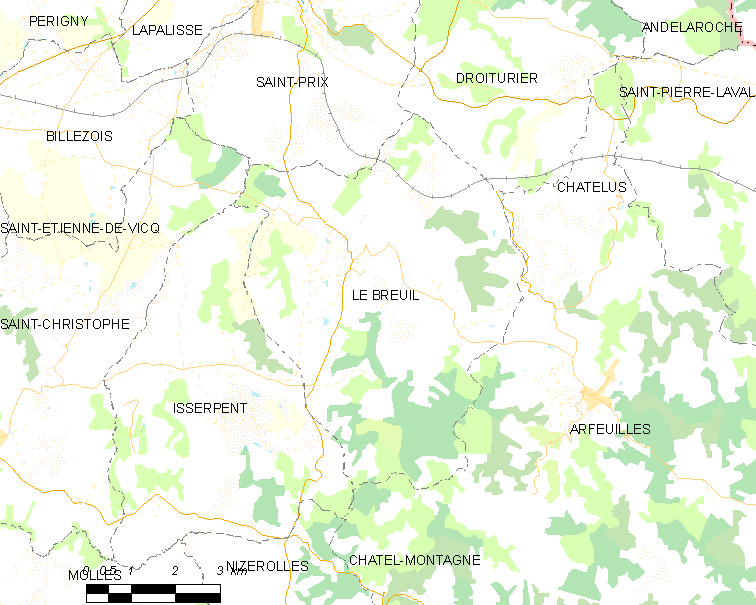
的OSM定位图

勒布勒伊的时区为UTC+01:00、UTC+02:00（夏令时）。

## 行政
勒布勒伊的邮政编码为03120，INSEE市镇编码为03042。

## 政治
勒布勒伊所属的省级选区为拉帕利斯县。

## 人口

1962-2008年间人口变化图示

勒布勒伊于2022年1月1日时的人口数量为531人。